# Playhouse Theatre
Le Playhouse Theatre est un théâtre situé à Londres Northumberland Avenue, à West End dans la Cité de Westminster, à proximité de Trafalgar Square et inauguré en 1882.

## Histoire
Le théâtre a été construit par F. H. Fowler et Hill avec une capacité de 1 200 places. Il a été reconstruit en 1907.
En 1951, le Playhouse Theatre a été utilisé par la BBC comme studio d'enregistrement pour différents concerts et spectacles musicaux. La scène a accueilli des groupes de musique rock tels que The Beatles, The Rolling Stones, The Who, Led Zeppelin, Queen et KISS. Le 3 avril 1967, un concert en direct de Pink Floyd a été diffusé depuis le théâtre. La BBC a cessé d'utiliser la salle en 1976.
Le bâtiment a été ensuite menacé de démolition avant d'être restauré et de servir à nouveau de salle de spectacle en 1987. Ce théâtre, qui conserve toujours son équipement d'origine, a une capacité actuelle de 786 sièges.